# Giovanni delle Bande Nere (cruzador)
O Giovanni delle Bande Nere foi um cruzador rápido operado pela Marinha Real Italiana e a quarta embarcação da Classe Condottieri. Sua construção começou em outubro de 1928 no Estaleiro Real de Castellammare di Stabia e foi lançado ao mar em abril de 1930, sendo comissionado na frota italiana em janeiro do ano seguinte. Era armado com uma bateria principal composta por oito canhões de 152 milímetros montados em quatro torres de artilharia duplas, tinha um deslocamento carregado de quase sete mil toneladas e alcançava uma velocidade máxima de 36 nós.
O cruzador participou da intervenção italiana na Guerra Civil Espanhola no final da década de 1930. Na Segunda Guerra Mundial, o navio participou diversas ações de escoltas de comboios para o Norte da África e instalação de minas, da Batalha do Cabo Spada em julho de 1940 e da Segunda Batalha de Sirte em março de 1942. O Giovanni delle Bande Nere foi danificado por tempestades depois desta última batalha e precisou recuar de volta para a Itália a fim de passar por reparos, porém foi interceptado no caminho pelo submarino britânico HMS Urge, torpedeado e afundado.

## Características

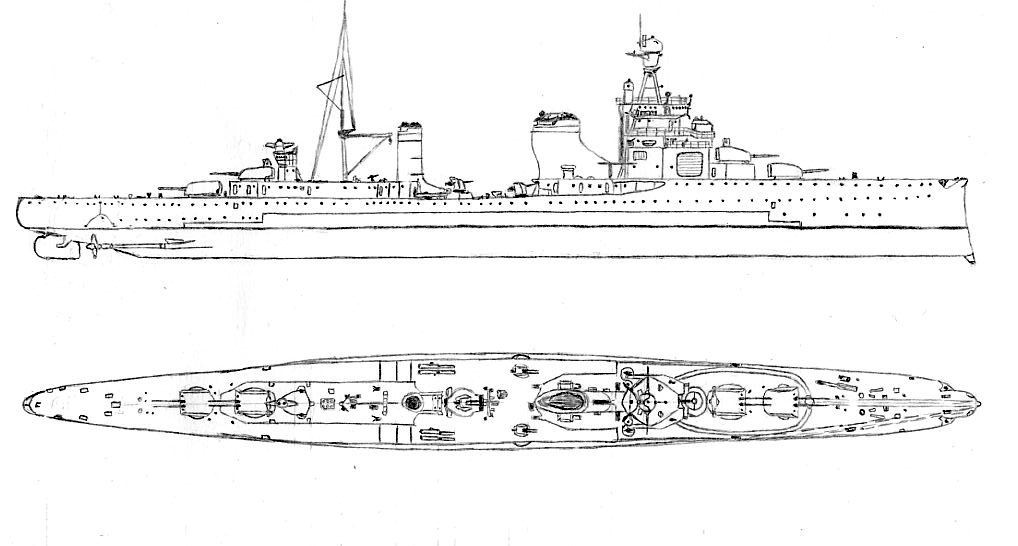
Desenho da Subclasse Giussano

A Marinha Real Italiana recebeu depois da Primeira Guerra Mundial alguns cruzadores rápidos das derrotadas Marinha Austro-Húngara e Marinha Imperial Alemã. O comando naval italiano na época ficou satisfeito com essas embarcações como suplementos para seus cruzadores de reconhecimento existentes para o período imediatamente pós-guerra. Entretanto, a Marinha Real acabou encomendando no final da década de 1920 quatro cruzadores rápidos como uma resposta aos novos contratorpedeiros grandes da Classe Chacal e Classe Guépard sendo construídos pela Marinha Nacional Francesa. Esses novos navios italianos tinham a intenção de subjugar os contratorpedeiros franceses com armamento superior e alta velocidade, porém ao custo de blindagem.
O Giovanni delle Bande Nere tinha 169,3 metros de comprimento de fora a fora, com uma boca de 15,5 metros e um calado de 5,3 metros. Tinha um deslocamento padrão de 5 210 toneladas e um deslocamento carregado 6 954 toneladas. Seu sistema de propulsão era composto por duas turbinas a vapor Belluzzo alimentadas por seis caldeiras Yarrow, tendo uma potência indicada de 96 560 cavalos-vapor (71 mil quilowatts) para uma velocidade máxima de 36,5 nós (67,6 quilômetros por hora). Durante seus testes marítimos alcançou 38,2 nós (70,7 quilômetros por hora) a partir de 102 663 cavalos-vapor (75 488 quilowatts), mas em serviço podia manter uma velocidade de apenas trinta nós (56 quilômetros por hora). Era equipado com uma catapulta de aeronaves e dois hidroaviões para reconhecimento, inicialmente do modelo CANT 25AR e depois IMAM Ro.43. Sua tripulação tinha 520 oficiais e marinheiros.
Seu armamento principal era composto por oito canhões Ansaldo Modelo 1926 calibre 53 de 152 milímetros em quatro torres de artilharia duplas, duas sobrepostas à vante da superestrutura e duas sobrepostas à ré. A bateria antiaérea tinha seis canhões OTO Modelo 1928 calibre 47 de 100 milímetros em três montagens duplas, oito canhões Breda calibre 54 em quatro montagens duplas e oito metralhadoras Breda Modelo 1931 de 13,2 milímetros em quatro montagens duplas. Também tinha quatro tubos de torpedo de 533 milímetros em dois lançadores duplos no convés. O cinturão principal de blindagem tinha 24 milímetros de espessura e cobria apenas a parte do casco que continha as salas de máquinas e depósitos de munição. O cinturão era fechado em cada extremidade por uma antepara transversal de vinte milímetros e coberto em cima por um convés blindado também de vinte milímetros. Atrás do cinturão havia uma antepara interna de dezoito milímetros de espessura que tinha a intenção de parar fragmentos que penetrassem pelo cinturão principal. As torres de artilharia tinham uma proteção de 23 milímetros, enquanto a torre de comando era protegida por placas de 25 a quarenta milímetros.

## História

O Giovanni delle Bande Nere antes da guerra

O batimento de quilha do Giovanni delle Bande Nere ocorreu em 31 de outubro de 1928 no Estaleiro Real de Castellammare di Stabia, o último de sua subclasse a ter sua construção iniciada. Foi lançado ao mar em 27 de abril de 1930 e comissionado na frota italiana em 1º de janeiro de 1931, porém suas obras só terminaram em abril. Ele operou no Mar Mediterrâneo Ocidental durante a Guerra Civil Espanhola como parte de patrulhas de não-intervenção que tinham a intenção de bloquear carregamentos de armas para as facções beligerantes. Alguns anos depois serviu com o Comando de Treinamento.

### Segunda Guerra
A Itália declarou guerra contra o Reino Unido e França em 10 de junho de 1940, entrando na Segunda Guerra Mundial pelo lado da Alemanha. O Giovanni delle Bande Nere estava ne época na II Divisão da II Esquadra junto com seu irmão Bartolomeo Colleoni. Era a capitânia do almirante de divisão Ferdinando Casardi. Os dois navios foram para Palermo na Sicília na tarde de 10 de junho, fazendo então uma surtida para colocar minas no Estreito da Sicília. Os cruzadores partiram no dia 22 para procurarem navios franceses que tinham sido relatados ao oeste da Sardenha, mas não encontraram embarcação alguma e retornaram para casa dois dias depois. A França assinou o Armistício de Villa Incisa no final do mês, encerrando sua participação na guerra. Consequentemente, o Giovanni delle Bande Nere e o Bartolomeo Colleoni foram enviados para Augusta. Ambos realizaram outra varredura entre 2 e 3 de julho à procura de navios britânicos, enquanto no dia seguinte deram cobertura para um comboio de Trípoli na Líbia até a Itália.
Os dois cruzadores partiram em 7 de julho como parte da escolta de um grande comboio para Bengasi. Ele era formado por cinco cargueiros e um transatlântico transportando 2,2 mil homens, 72 tanques, 237 veículos e uma grande quantidade de combustível e suprimentos para fortificar a planejada invasão do Egito. A escolta era formada pela II Divisão, a 10ª Esquadra de Contratorpedeiros com o Maestrale, Libeccio, Grecale e Scirocco; mais os barcos torpedeiros Pegaso, Orione, Orsa, Procione, Abba e Pilo. Como vários elementos significativos da frota italiana estavam no mar como parte do comboio, a Marinha Real Britânica tentou interceptá-lo. Os navios da II Divisão receberam ordens de garantir que o comboio chegasse ao destino na resultante Batalha da Calábria no dia 9. Chegaram em Bengasi no dia seguinte, porém o Giovanni delle Bande Nere e o Bartolomeo Colleoni foram rapidamente enviados para Trípoli a fim de evitar ataques aéreos vindos do Egito. O comando naval italiano considerou enviá-los para bombardear posições britânicas no litoral de Sallum, mas desistiram, ordenando em vez disso que seguissem para Portolago no Dodecaneso. De lá deveriam atacar comboios no Mar Egeu.

#### Cabo Spada

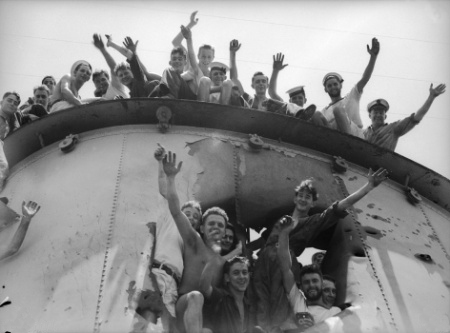
Tripulantes do Sydney posando após a Batalha do Cabo Spada no buraco do acerto do Giovanni delle Bande Nere

As embarcações deixaram Trípoli na noite de 17 de julho e navegaram para o norte da ilha de Creta rumo ao Egeu. Os contratorpedeiros britânicos HMS Hyperion, HMS Ilex, HMS Hero e HMS Hasty tinham sido enviados para uma patrulha antissubmarino na área, enquanto o cruzador rápido australiano HMAS Sydney e o contratorpedeiro britânico HMS Havock estavam fazendo uma varredura do Golfo de Atenas. Os italianos avistaram os contratorpedeiros britânicos por volta das 6h00min de 19 de julho próximos do Cabo Spada, no oeste de Creta, a uma distância de aproximadamente dezessete quilômetros. O Sydney e o Havock estavam a 110 quilômetros mais ao norte. Os contratorpedeiros imediatamente enviaram mensagens ao Sydney e fugiram em alta velocidade. Casardi ordenou que seus navios entrassem em perseguição, acreditando que os inimigos eram parte da escolta de um comboio que poderia atacar. Os italianos abriram fogo às 6h27min, mas os contratorpedeiros eram mais rápidos e conseguiram se afastar para além do alcance sem serem atingidos. Um cargueiro grego passou entre as formações por volta do mesmo momento, mas rapidamente fugiu.
Casardi decidiu entrar em perseguição sem lançar seus hidroaviões de reconhecimento, pois as condições do mar eram ruins e porque isto iria atrasar os navios. Ele também não tinha apoio de aeronave alguma vinda de terra. Consequentemente, Casardi não tinha como saber que o Sydney estava na área, pegando os italianos completamente de surpresa quando chegou por volta das 7h30min e abriu fogo. O cruzador australiano tinha começado a disparar de uma distância de doze quilômetros enquanto ainda estava no meio de um banco de neblina, acertando o Giovanni delle Bande Nere próximo de sua chaminé de ré. O acerto matou quatro tripulantes no convés e feriu outros quatro. Os italianos rapidamente dispararam de volta, mas tiveram dificuldades de localizar seu alvo na neblina, pois tinham apenas o brilho dos disparos dos canhões do Sydney para usar de mira. Também estavam se mexendo muito nos mares agitados, o que dificultava ainda mais a mira. O capitão John Collins do Sydney destacou o Havock para se juntar aos outros contratorpedeiros e ordenou um ataque de torpedos contra os italianos. Casardi foi para o sul e depois sudoeste a fim de chegar em águas menos confinadas e longe de Creta. O Sydney alternou seus disparos entre os dois cruzadores enquanto estes recuavam, dependendo de qual estava mais visível, porém no geral se concentrou no Bartolomeo Colleoni porque este era o mais próximo.
O Sydney acertou o Bartolomeo Colleoni às 8h24min com uma salva de projéteis de 152 milímetros que infligiram danos sérios. Este acabou perdendo velocidade e ficando para trás, permitindo que os contratorpedeiros entrassem no alcance de seus canhões e torpedos, com os britânicos rapidamente neutralizando o navio italiano. Um dos contratorpedeiros o acertou com um torpedo que destruiu sua proa. O Giovanni delle Bande Nere deu a volta pouco depois às 8h50min em uma tentativa para tentar ir ajudar, mas Casardi rapidamente determinou que a situação era péssima, assim seguiu rumo oeste em alta velocidade. O Sydney, Hero e Hasty seguiram perseguindo o Giovanni delle Bande Nere, enquanto os outros contratorpedeiros terminaram de afundar o Bartolomeo Colleoni e resgataram seus sobreviventes. O Sydney acertou o cruzador italiano mais uma vez durante a perseguição, matando mais quatro tripulantes e ferindo outros doze, enquanto o Giovanni delle Bande Nere conseguiu acertar o navio australiano uma vez. O Sydney encerrou a perseguição às 9h37min porque o Giovanni delle Bande Nere tinha conseguido se afastar o suficiente, com este então retornando para Bengasi.

#### Outras ações

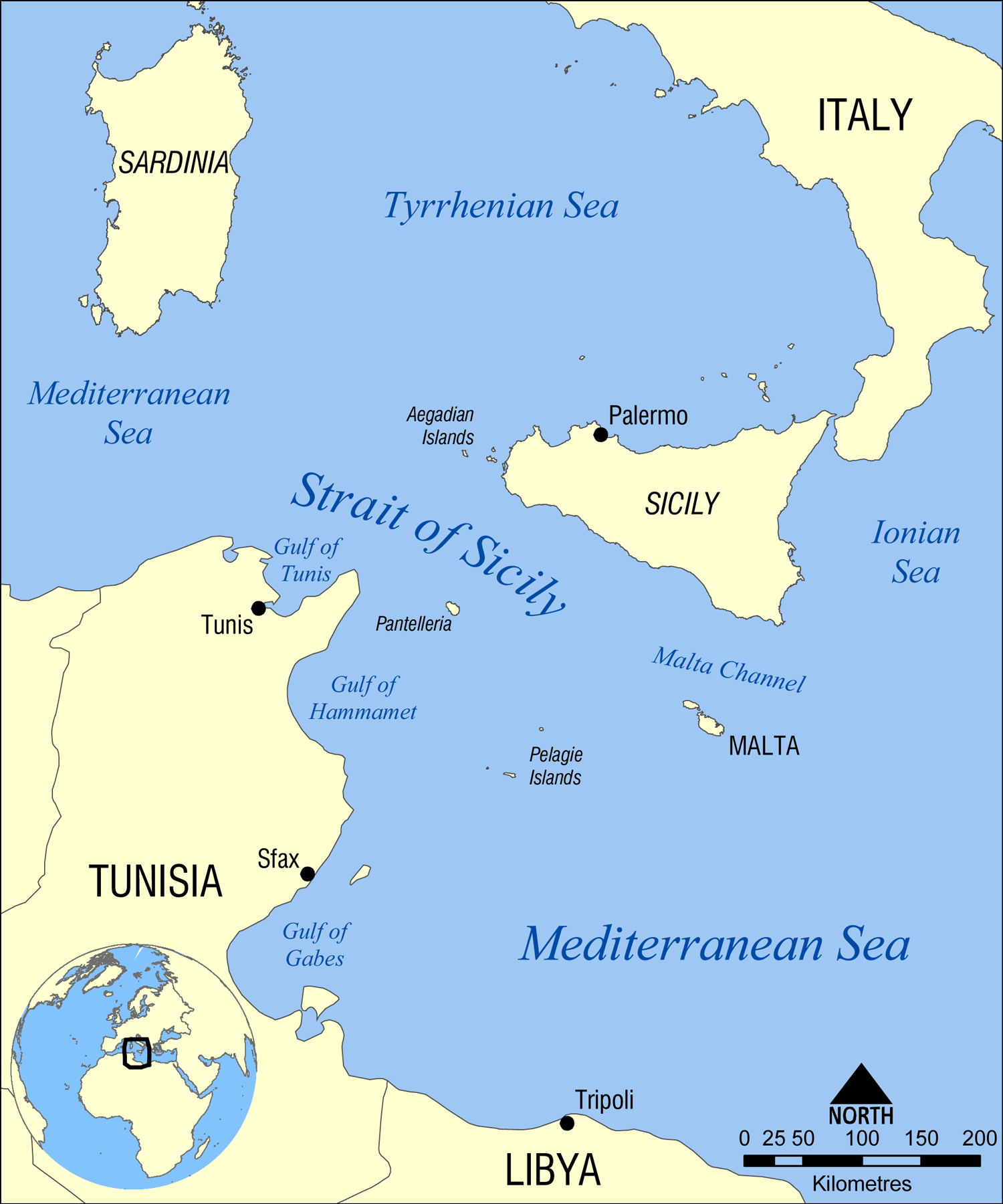
O Mediterrâneo Central, onde o Giovanni delle Bande Nere passou a maior parte da guerra

O Giovanni delle Bande Bere foi transferido em 4 de dezembro para a IV Divisão, escoltando vários comboios para o Norte da África pelos meses seguintes. Também participou de tentativas de bloquear comboios britânicos para Malta. O cruzador se envolveu em 8 de maio de 1941 em um ataque contra a Operação Tigre, um comboio de Malta para o Egito. Os britânicos enviaram cinco navios mercantes rápidos transportando tanques e aeronaves pelo Mediterrâneo até Alexandria ao mesmo tempo que realizavam um comboio de Alexandria para reabastecer Malta. A esquadra italiana também tinha os cruzadores rápidos Luigi Cadorna, Luigi di Savoia Duca degli Abruzzi e Giuseppe Garibaldi, mais cinco contratorpedeiros. Os italianos desconheciam que o comboio britânico estava sendo escoltado pelo couraçado HMS Queen Elizabeth mais outras embarcações. Entretanto, nenhum dos lados se avistou devido ao clima ruim.
O navio e seu irmão Alberto di Giussano criaram um campo minado defensivo próximo de Trípoli em junho. Este campo posteriormente afundou o cruzador rápido HMS Neptune e o contratorpedeiro HMS Kandahar, também danificando os cruzadores rápidos HMS Penelope e HMS Aurora, tudo isso em dezembro do mesmo ano. Os cruzadores italianos criaram mais campos minados no Estreito da Sicília em julho. O Giovanni delle Bande Nere se tornou em 20 de outubro a capitânia da Força Naval Especial.
O alto comando italiano decidiu em dezembro usar seus cruzadores rápidos e contratorpedeiros para realizar missões relâmpago de reabastecimento para o Norte da África. O Giovanni delle Bande Nere partiu em 9 de dezembro com seus irmãos Alberto di Giussano e Alberico da Barbiano, cada um levando 970 toneladas de combustível e 910 toneladas de outros suprimentos. Deixaram Palermo naquela manhã, mas foram avistados na manhã seguinte por aeronaves de reconhecimento vindas de Malta enquanto estavam na metade do caminho entra a Sicília e Tunísia. Eles foram atacados algum tempo depois por torpedeiros britânicos, forçando-os a abandonar a missão e retornar para Palermo. Os motores do Giovanni delle Bande Nere tiveram problemas antes da segunda tentativa ser feita no dia 12, assim os outros dois cruzadores levaram a missão adiante sozinhos. Eles acabaram interceptados por contratorpedeiros britânicos e afundados. O Giovanni delle Bande Nere foi transferido em 3 de janeiro de 1942 para a 8ª Divisão de Cruzadores, participando em fevereiro da escolta de comboios de Corfu e Messina até Trípoli.

#### Sirte

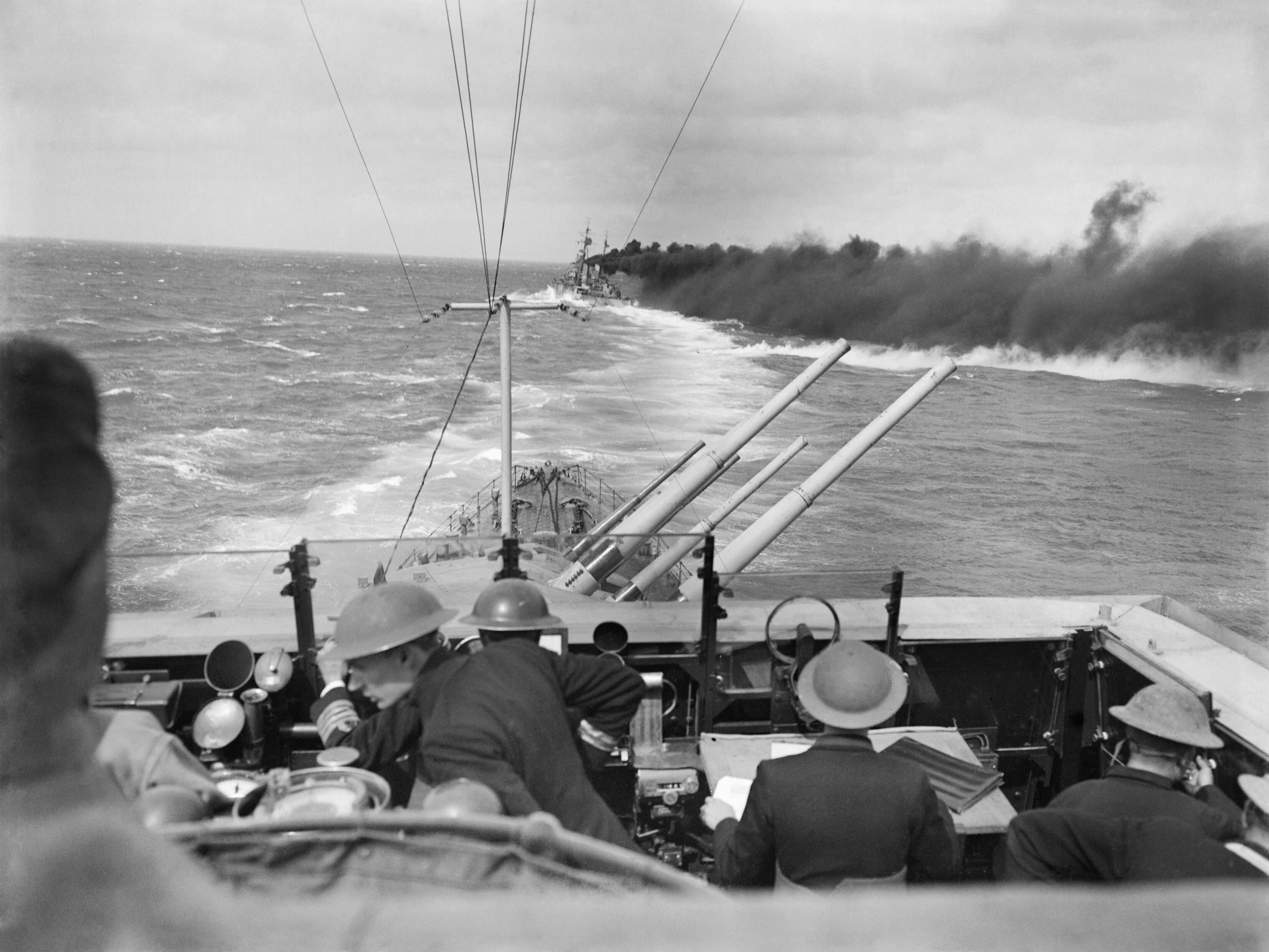
O HMS Cleopatra lançando uma cortina de fumaça para proteger o Comboio MW10, visto do HMS Euryalus

O submarino italiano Platino detectou em 21 de março o comboio britânico MW10 navegando ao oeste de Alexandria. Este tinha partido um dia antes com o objetivo de transportar suprimentos até Malta. O comando naval italiano ativou na mesma noite um grupo de cruzadores que incluía o Giovanni delle Bande Nere para interceptar os navios. A esquadra também tinha os cruzadores pesados Trento e Gorizia mais uma escolta de quatro contratorpedeiros, ficando baseada em Messina e sob o comando do almirante de divisão Angelo Parona. Eles deveriam se encontrar com o couraçado Littorio e outros quatro contratorpedeiros, que sairiam de Tarento. Os britânicos descobriram sobre a partida do Littorio e suas escoltas, alterando seu curso um pouco mais para o sul a fim de evitá-los, porém a chegada do grupo de cruzadores os surpreendendo. Mesmo assim, os britânicos avistaram os italianos primeiro.
Na resultante Segunda Batalha de Sirte, Parona empregou uma abordagem cautelosa, primeiro indo para o norte e então realizando um grande círculo para estibordo antes de finalmente dar ordem de abrir fogo às 14h56min contra a escolta que tinha ido enfrenta-lo, porém a uma longa distância. Nenhum dos lados acertou o outro, porém o Giovanni delle Bande Nere quase foi atingido pelos cruzadores rápidos HMS Cleopatra e HMS Euryalus antes de Parona recuar às 15h15min. As esquadras italianas entraram em formação, com os cruzadores na vanguarda, e aproximaram-se novamente das escoltas do comboio às 16h37min em uma tentativa de bloquear sua rota para Malta. O Littorio entrou no confronto pouco depois, forçando os cruzadores e contratorpedeiros britânicos a recuarem, mas os italianos não conseguiram avistar o comboio devido a espessas cortinas de fumaça. Os italianos desistiram à medida que ficava cada vez mais escuro, tendo recebido ordens de evitar batalhas noturnas.

#### Naufrágio
Os navios enfrentaram fortes tempestades em 23 de março enquanto faziam seu caminho para casa, com o Giovanni delle Bande Nere sendo danificado. A força conseguiu chegar em Messina em segurança, mas foi decidido enviar o cruzador para La Spezia a fim de passar por reparos, partindo em 1º de abril e sendo escoltado pelo contratorpedeiro Aviere e pelo barco torpedeiro Libra. As embarcações foram interceptadas no caminho pelo submarino britânico HMS Urge a aproximadamente dezoito quilômetros ao sudoeste de Stromboli. O Urge acertou o Giovanni delle Bande Nere com dois torpedos que infligiram danos sérios. Seu casco se partiu em dois e ele afundou rapidamente.
A Marinha Militar Italiana anunciou em 9 de março de 2019 que o caça-minas Vieste tinha encontrado os destroços do Giovanni delle Bande Nere. O Vieste usou os veículos subaquáticos operados remotamente Hugin 1000 e Multipluto 03 na procura pelos destroços. Imagens obtidas confirmaram que o cruzador se partiu em três pedaços enquanto afundava. Pelo menos parte de seus destroços estão tombados pelo lado bombordo a uma profundidade entre 1 460 e 1 730 metros.

### Citações
1. ↑   Gay & Gay 1988, p. 6
2. 1 2   Whitley 1995, p. 129
3. 1 2   Fraccaroli 1986, pp. 293–294
4. ↑   Fraccaroli 1986, p. 293
5. 1 2 3 4 5 6   Whitley 1995, p. 132
6. ↑   Gay & Gay 1988, p. 15
7. 1 2 3 4 5 6   Gay & Gay 1988, p. 16
8. ↑   O'Hara 2009, p. 34
9. ↑   Rohwer 2005, p. 32
10. 1 2   Greene & Massignani 1998, p. 83
11. 1 2 3   O'Hara 2009, p. 47
12. ↑   Greene & Massignani 1998, p. 84
13. ↑   Gay & Gay 1988, pp. 16–18
14. ↑   O'Hara 2009, pp. 47–48
15. ↑   Gay & Gay 1988, pp. 17–18
16. ↑   Greene & Massignani 1998, p. 85
17. ↑   O'Hara 2009, p. 48
18. ↑   O'Hara 2009, pp. 116–117
19. ↑   Greene & Massignani 1998, pp. 198–200
20. ↑   Greene & Massignani 1998, pp. 216–218
21. ↑   Greene & Massignani 1998, pp. 218–220
22. ↑   Greene & Massignani 1998, p. 220
23. ↑   «Ritrovato l'incrociatore leggero Giovanni Delle Bande Nere». Difesa Online. 9 de março de 2019. Consultado em 19 de outubro de 2023